# Tasa de ganancia
Según Karl Marx en su obra El capital, la tasa de ganancia se refiere a la relación entre el plusvalor obtenido y el capital invertido (adelantado) en un ciclo productivo. Se expresa de la siguiente manera:
```
                                                  

  

    

      

        
 

        

          
G

          
′

        

        
=

        

          

            
P

            

              
K

              
C

              
a

              
+

              
K

              
V

              
a

            

          

        

      

    

    
{\displaystyle \ G'={\frac {P}{KCa+KVa}}}

  

```

Donde P es la plusvalía, KCa es el capital constante adelantado y KVa es el capital variable adelantado.
La tasa de ganancia es directamente proporcional a la tasa de plusvalor  ({\displaystyle \ P'={\frac {P}{KVa}}}) y es inversamente proporcional a la composición orgánica del capital ({\displaystyle \ COC=O'={\frac {KCa}{KVa}}}). Esto se puede ver al expresar la tasa de ganancia en términos de la composición orgánica del capital:
```
                                                

  

    

      

        
 

        

          
G

          
′

        

        
=

        

          

            

              
P

              
′

            

            

              
1

              
+

              
C

              
O

              
C

              
=

              

                
O

                
′

              

            

          

        

      

    

    
{\displaystyle \ G'={\frac {P'}{1+COC=O'}}}

  

```

De manera que cuando la tasa de plusvalía aumenta también lo hace la tasa de ganancia, pero cuando la composición orgánica del capital aumenta, la tasa de ganancia disminuye.
En la competencia intercapitalista, la última instancia de hegemonía se da en las estrategias para evitar la caída de la tasa de ganancia. Muchas veces las empresas apelan a los Estados para asegurar este continuo. Un ejemplo son las estrategias para postergar el pago de impuestos o proyectos de reinversión que suponen fomento o subvención al stock incorporado. Pero no sólo se trata de maquinaria y tecnología en materiales, sino también incentivos legales que apunten a flexibilizar tanto el trabajo, como los marcos normativos.